# Space Oddity (песня)
«Space Oddity» (в переводе с англ. — «Нештатная ситуация в космосе») — песня, написанная и исполненная английским музыкантом Дэвидом Боуи. Выпущена на отдельном сингле в 1969 году, затем — в одноимённом альбоме. «Space Oddity» была спродюсирована Гасом Дадженом и записана в студии Trident. Сюжет песни повествует о вымышленном астронавте по имени майор Том. Её название и тематика были частично вдохновлены фильмом «Космическая одиссея 2001 года» (1968) и чувством отчуждения, присущим автору на этом этапе карьеры. В музыкальном плане это была одна из самых сложных песен Боуи, она также ознаменовала трансформацию его творческого стиля: от дебютника, выдержанного в духе мюзик-холла, к фолку с элементами психоделии, вдохновлённому Bee Gees.
Выпущенный на фоне ажиотажа вокруг высадки «Аполлона-11» на Луну, сингл получил высокую оценку критиков и был использован Би-би-си в качестве фоновой темы во время освещения этого события. Несмотря на первоначально низкий интерес публики, вскоре он достиг 5-го места в национальном британском чарте, став в нём первым и единственным хитом Боуи на следующие три года. В 1972 году лейбл RCA Records переиздал сингл в США. Успешный релиз, сделавший артисту имя на местном рынке, сопровождался новым музыкальным клипом, снятым Миком Роком. Следующее переиздание, 1975 года, стало первым синглом Боуи, покорившим хит-парад Великобритании. В 1979 году музыкант перезаписал песню снова — в полностью акустическом варианте. «Space Oddity» стала одним из концертных фаворитов Боуи, впоследствии он несколько раз возвращался к истории майора Тома в своих более поздних произведениях, в частности, в продолжении песни — «Ashes to Ashes» (1980).
Впоследствии «Space Oddity» перепели ряд музыкантов, несколько отметились упоминанием майора Тома в своих собственных песнях. В 2013 году широкое внимание общественности привлекла кавер-версия, спетая астронавтом Крисом Хэдфилдом; сделанный им музыкальный клип был первым, снятым в космосе. «Space Oddity» фигурирует во многих фильмах и телесериалах, в том числе в ленте «Невероятная жизнь Уолтера Митти» (2013), где является одним из двигателей сюжета. В 2019 году продюсер Тони Висконти сделал ремикс оригинальной записи в честь её 50-летия, попутно выпустив новый видеоклип, снятый Тимом Поупом. Первоначально воспринимаемая как творческий эксперимент, теперь «Space Oddity» считается одной из лучших песен в дискографии Боуи и остаётся одним из самых популярных его произведений. Она вошла в многочисленные списки «лучших треков всех времён», в том числе в «500 песен, которые сформировали рок-н-ролл» Зала славы рок-н-ролла.

## Предыстория
В 1967 году, после череды неудачных попыток записать успешный сингл, Дэвид Боуи выпустил одноимённый дебютный альбом на лейбле Deram Records, выдержанный в стиле мюзик-холла. Пластинку ждал коммерческий провал, и она мало чем помогла для раскрутки имени артиста, став его последним релизом на следующие два года. Примерно в это же время делами музыканта занялся новый менеджер Кеннет Питт, призванный исправить положение. На фоне этих событий в 1968 году у Боуи начался роман с танцовщицей Гермионой Фартингейл, который продолжался до февраля следующего года. Вместе со своей возлюбленной и гитаристом Джоном Хатчинсоном музыкант сформировал группу Feathers, где играл на акустике. В период с сентября 1968 по начало 1969 года они отыграли несколько концертов, сочетающих в себе фолк и мерсибит с поэзией и пантомимой. После фиаско David Bowie Питт организовал производство промофильма в попытке познакомить с артистом более широкую аудиторию. Однако получившаяся лента, после съёмок которой между Боуи и менеджером произошёл раскол, была выпущена лишь в середине 1980-х.
«К слову, сам он [Боуи] космоса боялся и говорил, что полететь в космос — последнее, чего ему хотелось бы. Просто для его песен космос был удобной метафорой отчуждения».
К концу 1968 года Боуи начал чувствовать апатию по отношению к собственной карьере. Зная, что у «Любить тебя до вторника» не будет гарантированной аудитории, а новых песен не предвидится, Питт попросил его написать что-нибудь новое; «совершенно особенное, материал, который наглядно продемонстрировал бы выдающуюся изобретательность Дэвида и, вероятно, стал бы одной из ключевых вещей в его репертуаре». Держа это в голове, музыкант сочинил «Space Oddity», рассказ о вымышленном астронавте по имени майор Том, ставшим одним из самых известных его персонажей. На название и тематику песни повлиял фильм Стэнли Кубрика «Космическая одиссея 2001 года», премьера которого состоялась в мае 1968 года. Впоследствии Боуи (который, вероятно смотрел фильм «накуренным») говорил: «Этот фильм стал для меня настоящим откровением, я от него просто обалдел, особенно от сцены пробежки в коридоре», затем пересмотрев его ещё несколько раз. Биограф Марк Спитц заявил, что песня, вероятно, была вдохновлена сценой, в которой астронавт общается со своей дочерью в день её рождения: «Скажи маме, что я звонил перед тем, как принять „таблетку от стресса“, а не началом или концом фильма». Малкольм Томпсон, режиссёр фильма «Любить тебя до вторника», позже сказал, что он и его подруга Сьюзи Мерсер внесли вклад в процесс написания песен. Разрыв Боуи с Фартингейл сильно повлиял на музыканта. «Именно Гермиона подтолкнула меня писать для и о конкретном человеке» — вспоминал он. По мнению Спитца, создание «Space Oddity» было вдохновлено одиночеством и душевной болью после расставания артиста с девушкой.
Одним из первых, кто услышал «Space Oddity», был Кэлвин Марк Ли, глава отдела A&R лондонского офиса Mercury Records, который счёл песню совершенно «потусторонней» и разглядел в Боуи будущую звезду. По словам сотрудника лейбла Саймона Хейса, Ли продвигал всю эту тему со «Space Oddity и был действительно поглощён этим делом. Он хотел заключить контракт с Дэвидом — на что Хейс сказал „Фантастическая идея“». В то время будущая жена Боуи Анджела Барнетт (с которой они познакомились в конце 1968 года) встречалась с Лу Рейзнером, главой Mercury, однако последнего не впечатлил послужной список музыканта. Стремясь подписать с артистом контракт, Ли, без ведома начальника, профинансировал студийную демо-сессию «Space Oddity». Позже Ли сказал в интервью Спитцу: «Нам пришлось провернуть всё это за спиной у Лу [Рейзнера]. Но эта замечательная песня того стоила».

## Тематика

### Текст
«Публичный образ космонавта на орбите представляет собой скорее роботизированное существо, нежели живого человека... а мой майор Том — как раз таки живой человек. Песня родилась из-за моей опечаленности данным аспектом всей этой космической темы, он был дегуманизирован, поэтому я написал о нём песню-фарс, чтобы попытаться связать науку и человеческие эмоции. Полагаю, она стала чем-то вроде противоядия от космической лихорадки».
В песне поётся о вымышленном астронавте по имени майор Том, затерявшемся в открытом космосе. Главному герою сообщают с Земли, что в работе его космического корабля произошёл сбой, однако он так и не получает эту информацию (согласно одной из интерпретаций попросту пропускает её, согласно другой — находится в таком благоговейном трепете перед космосом, что не слышит). В итоге майор Том остаётся в космосе, «сидя в консервной банке где-то высоко над Землёй», готовясь к смерти в одиночестве. Песня создана с очевидной оглядкой на роман Артура Кларка и фильм Стэнли Кубрика «Космическая одиссея 2001 года», появившиеся годом ранее. Впоследствии музыкант рассказывал, что был так потрясён увиденным в кинотеатре, что пересматривал картину несколько раз. «Она заставляла музыку лететь ко мне» — говорил он. В 1969 году Боуи сравнил судьбу главного героя песни с финалом фильма Кубрика: «В конце песни майор Том совершенно безэмоционален и вообще не высказывает какого-либо мнения относительно того, где он находится. Он медленно разрушается… в конце песни он полностью теряет рассудок — будто растворяется [в пространстве]». Биографы музыканта Дэвид Бакли и Питер Доггетт обращали внимание на нетипичные словосочетания, использованные в тексте, такие как «Наземное управление», а не «Центр управления полётом», «космический корабль», а не «ракета», «двигатели включены», а не «включил зажигание», а также «совершенно невоенную комбинацию» звания и имени персонажа.
«Том, потерявший связь с центром управления полётами, — астронавт, с которым легко себя отождествлять: слушатель, окажись он на месте [Нила] Армстронга, тоже обязательно испугался бы, как бы чего не вышло».
«Space Oddity» получила множество различных интерпретаций. По словам Доггетта, текст песни достоверно отражает внутреннее психологическое состояние Боуи в тот период. Биограф пишет, что музыкант обличает то, как рекламодатели и средства массовой информации стремятся урвать кусок от одинокого человека, потерявшегося в космосе, даже несмотря на то, что он был изгнан с родной планеты. По мнению Криса О’Лири, песня является «пророчеством лунного года», намекая на то, что люди не подходят для космической эволюции, а небо — это предел для человечества. Аналогично, Джеймс Пероун рассматривает майора Тома как «символического персонажа» и «метафору» для той породы людей, которые не знают или не прилагают усилий, чтобы узнать, что представляет собой мир. В 2004 году американский критик Камилла Палья интерпретировала текст песни как отражающий контркультуру 1960-х, заявив: «Когда его психоделический астронавт майор Том беспомощно парит в открытом космосе, мы ощущаем, что контркультура 1960-х демонстрирует полную безнадёжность в отношении политических реформ [того времени] („Земля синяя / И я ничего не могу с этим поделать“)». Также выдвигались версии, что «Space Oddity» могла быть песней о смерти (отключение всех жизненных функций), о сексе («Your Circuitʼs Dead, Hereʼs Something Wrong», неспособность исполнить супружеский долг), о меланхолии размером с планету (строчка: «Planet Earth Is Blue and Thereʼs Nothing I Can Do»), о славе и бегстве от неё (всем интересно, «Whose Shirt You Wear», за какую команду болеет майор Том), о наркотических веществах («Ground Control» — мог быть аллюзией на разум, который во время трипа способен разве что посылать неясные сигналы). Сам Боуи называл главного героя (по его словам, «антигероя») песни — неудачником. Автор утверждал, что написал «песню-фарс» «из‑за грусти от всех этих космических дел», подчёркивая их «дегуманизированность». Астронавты — не более, чем подопытные морские свинки, чей «талант в том, чтобы ничего не делать в стрессовой ситуации», а человеческим эмоциям и тем более ошибкам тут не место. Майор Том, в свою очередь, — «исключительно человечное существо».
По мнению музыкального журналиста Льва Ганкина «Space Oddity» «ни в коем случае не ода покорению космоса и не восхваление технического прогресса». Лирический герой — классический «маленький человек» (о котором слушателю известны лишь имя и должность — майор Том), выброшенный в «гигантское, непостижимое» космическое пространство. Даже если бы в тексте не намекалось на отказавшие в полёте приборы («your circuitʼs dead, thereʼs something wrong»), вполне очевидно, что герой не имеет каких-либо шансов вернуться обратно. Перед стартом его напутствуют как человека, отправляющегося на смертельное задание («May Godʼs love be with you»), подчёркивает Ганкин. В свою очередь сам герой песни только лишь просит, «как люди, обречённые на погибель», передать на прощание жене слова любви («Tell my wife I love her very much / she knows»). Эти факторы отражают настроение композиции: «одиночество — безнадёжное и беспросветное» (на чём оставило отпечаток расставание автора со своей девушкой), а также «окрашивают трек в особенно мрачные тона, — ступор, бездействие». Потрясённое — видами космических панорам — и напуганное состояние майора характеризует строчка «I think my spaceship knows which way to go», он перекладывает ответственность за свою жизнь на ненадёжный корабль, подытоживая «в самом запоминающемся рефрене» — «Planet Earth is blue, and thereʼs nothing I can do». По словам Ганкина, герой смирился с неизбежным — и это дискурс, который «не то что не воплощает типичные умонастроения своей эпохи, а напротив, явно вступает с ними в конфликт». «Словом, „Space Oddity“ — и песня, и альбом, в который она вошла, — в куда большей степени фиксировали конец прекрасной эпохи, нежели с надеждой приветствовали технологические открытия. И в аранжировке трека — а также в той жизни, которую он прожил перед изданием окончательной версии, — это тоже остро чувствуется» — заключил журналист.
Писатель Франк Келлетер отмечал, что благодаря «точности отдельных строк и грамотной саморекламе» Боуи как автора и исполнителя песен многие публицисты вскоре усмотрели в песне связь с творчеством Боба Дилана. Со стороны Боуи это было желаемое, «сознательно форсированное» позиционирование, ярковыраженное на его первых пластинках. Связь проявляется в вопросе желания некоторых знаменитостей исчезнуть из виду (песня появилась спустя пять лет после спетого на эту тему манифеста Дилана «Больше не собираюсь пахать на ферме Мэгги») трактуя концепцию космического путешествия как фактическую невозможность этой идеи — бегства от общества. Герой остаётся скован инструкциями центра управления, даже среди безлюдного космоса. Образ летящего в одиночестве астронавта был полной противоположностью «мифологии НАСА о целенаправленных достижениях», иллюстрируя «звёздное путешествие как глубоко противоречащее духу коллективизма». Что роднило песню с дрейфом отдельно взятого человека (Дэйва Боумана) в «Космической одиссее» Кубрика. Многие также усмотрели в тексте суицидальную диалектику так или иначе вызванную расширением сознания. Годы спустя Боуи представил интерпретацию этой наркотической аллегории в духе «ужасного разочарования» от злоупотребления кокаином в 1970-х посредством песни «Ashes to Ashes»: «Прах к праху, страх трусливым / Мы знаем, майор Том — нарик / Подсел на райский порошок / Падает ниже некуда». По мнению Келлетера, песня «Starman» рассказывает о возвращение Тома на Землю в виде поп-мессии, который, как и «звёздное дитя Кубрика в 2001 году, помог человечеству обрести новое воплощение».

### Музыка
«Впоследствии любые сходства с сентиментальными балладами Bee Gees исчезли: „Space Oddity“ приобрела дополнительные аккорды — в основном минорные, последовательно избегающие счастливых разрешений из доминанты в тонику, — а заодно и меланхоличные, щемящие струнные, в которых финальная версия трека буквально-таки тонет».
«Space Oddity» представляет собой психоделическую фолк-балладу. Она олицетворяла интерес Боуи к новому направлению, а именно к акустической музыке, что было напрямую связано с репертуаром Feathers. В своих очерках биографы Николас Пегг и Питер Доггетт сравнивают стиль, структуру, текст и аранжировку песни с синглом Bee Gees 1967 года «New York Mining Disaster 1941», который имеет аналогичные минорные аккорды и припев. По прошествии лет Хатчинсон заявил: «„Space Oddity“ представляла собой песню в стиле Bee Gees. Дэвид прекрасно осознавал это, и сам говорил об этом в то время… даже то, как он её исполнял, напоминало их».
«Space Oddity» — одна из самых сложных песен, написанных Боуи на тот момент. Он тщательно прорабатывал каждую её часть, лишь после этого он приступал к следующей. О’Лири отмечал, что песня длиною в чуть более пяти минут включает в себя «приглушённое вступление, сольный куплет из 12 тактов, отрывок „с отсчётом“, двойной куплет, бридж, двухтактный брейк на акустической гитаре, шеститактовое гитарное соло, третий куплет, ещё один бридж, брейк и соло, а также завершение в стиле „A Day in the Life“ с постепенно стихающим звуком». В 2002 году Дэвид заявил, что он «стремился… выложиться так, чтобы после этого меня пригласили солировать в какой-нибудь рок-мюзикл».
Хотя большая часть песни написана в тональности До-мажор, её характерны частая смена аккордов и акустические резонансы, которые призваны отразить драматизм сюжета. Вступление содержит сочетание аккордов Фа-мажора седьмой ступени/Ми и Ми минора, в то время как первый куплет чередуется между До-мажором и Ми-минором. Гитара Уэйна гармонизирует аккорды Ми и Си, в то время как Боуи на стилофоне «вдавливает» ноты До и Соль. На фоне строчки «С богом!», во время обратного отсчёта, звучит аккорд Ре-мажор. Во втором куплете аккорд Ми седьмой ступени (на фоне строчки «Взлёт прошёл успешно!») сводит на нет общую тональность песни — До-мажор. По словам О’Лири, это изменение «оживляет» мелодию композиции. Бридж (на фоне строчки «Земля синяя») имеет нисходящую прогрессию в фолковом стиле; (Си-бемоль-мажор / Ля-минор девятой ступени / Соль-мажор девятой ступени / Фа девятой ступени). О’Лири выражает мнение, что аккорд Си-мажор девятой ступени «подтверждает выбор майора Тома (или обречённость) остаться в космосе». Двухтактный брейк на акустической гитаре состоит из последовательности аккордов До-Фа-Соль-Ля-Ля с акцентом на два последних.

## Запись

### Ранние демоверсии и первый студийный вариант
Одна из ранних демоверсий «Space Oddity», записанная в январе 1969 года, сильно отличалась от финального варианта: в ней фигурировали дополнительные вокальные гармонии, а местами был другой текст. Например, вместо мягко произносимой команды «на взлёт» в песне выкрикивалось «пуск!» с американским акцентом. Вместо фразы «I’m floating in a most peculiar way» была «Can I please get back inside now, if I may?». Один из изменённых позднее куплетов звучал так:
And I think my spaceship knows what I must do
And I think my life on Earth is nearly through
Ground Control to Major Tom,
you’re off your course, direction’s wrong.
Во время записи демоверсии использовались только акустическая гитара и стилофон, на которых играли Хатчинсон и Боуи соответственно. Дэвид сочинил мелодию при помощи этого инструмента (поступившего в продажу совсем недавно), который на тот момент многими воспринимался как детская игрушка. Вокал исполняли оба музыканта (что было в стиле Bee Gees). Примерно в середине апреля они записали ещё одну демоверсию.
Первая полноценная студийная версия песни, которая предназначалась для сингла Love You till Tuesday, была записана 2 февраля 1969 года в студии Morgan. К этому моменту правки текста были завершены. Продюсером сессии выступил Джонатан Уэстон; помимо Боуи и Хатчинсона в записи поучаствовали: Колин Вуд (орган Хаммонда, меллотрон и флейта), Дэйв Клэгг (бас) и Тэт Мигер (ударные). Как и в ранних демоверсиях, ведущий вокал исполнял и Боуи и Хатчинсон: первый озвучивал майора Тома, а второй — реплики центра управления. В этом варианте песни Боуи также сыграл соло на окарине, которое Хатчинсон позже назвал «попросту глупым». По мнению Пегга, эта версия значительно уступает альбомной.

### Альбомная версия
В июне 1969 года, после того как Боуи покинул Deram, Питт заключил контракт на выпуск следующего альбома (с возможностью записи ещё одного или двух) с новым лейблом — Mercury Records и его британской дочерней компанией Philips. Прослушав демонстрационную кассету, которая включала версию «Space Oddity» Боуи и Хатчинсона начала 1969 года, руководство Mercury дало зелёный свет на поиски продюсера. После того, как Джордж Мартин (долгие годы сотрудничавший с The Beatles) отказался от участия в проекте, Питт нанял Тони Висконти, который продюсировал последние сессии Боуи для Deram. Ещё до начала записи «Space Oddity» была выбрана в качестве ведущего сингла для будущей пластинки, однако Висконти воспринимал её как «новинку» (так как не работал над предыдущими её версиями). В интервью Yahoo! Music 2016 года он рассказал, что тогда счёл её звучание вторичным по отношению к произведениям The Beatles и Simon & Garfunkel, назвав тематику трека «запрещённым приёмом — уловкой, с целью нажиться на лунном ажиотаже». В итоге Висконти спродюсировал весь альбом кроме «Space Oddity», доверив её бывшему звукоинженеру Боуи Гасу Даджену, который тоже работал с музыкантом над поздними записями для Deram. Услышав демоверсию песни, Даджен назвал её «невероятной». Затем они с Боуи тщательно проработали «каждую деталь» будущего хита.
«В то время различные [маркетинговые] уловки имели большое значение, и к людям, у которых они были, относились более серьёзно, чем к тем, у кого их не было. Трюк проделанный Боуи заключался в том, что он написал песню о пребывании в космосе в тот период, когда американцы должны были совершить первый полёт на Луну. Я послушал демозапись и счёл её просто невероятной. Я не мог поверить, что Тони не хотел поработать над этой песней».
Работа над альбомной версией «Space Oddity» и её би-сайдом «Wild Eyed Boy from Freecloud» началась в студии Trident 20 июня 1969 года. Однако Боуи заболел конъюнктивитом, и наложения дополнительных дорожек были завершены лишь несколько дней спустя. Представители лейбла настояли на том, чтобы сингл был выпущен в следующем месяце, в преддверии высадки «Аполлона-11» на Луну. По предложению Висконти были приглашены гитарист клавишник Рик Уэйкман и Мик Уэйн из группы Junior’s Eyes, а также нанят композитор Пол Бакмастер для создания аранжировки (которую исполнял оркестр из восьми скрипок, двух альтов, двух виолончелей, двух арко-басов, двух флейт и органа). Последний оказал весомое влияние на композиторский метод Боуи, посоветовав ему сосредоточиться на создании общего звучания, а не на нарративе. С подачи Даджена был нанят басист Херби Флауэрс и барабанщик Терри Кокс из фолк-группы Pentangle, которые придали студийному составу законченный вид. Сам Боуи сыграл в песне на акустической гитаре и стилофоне, добавленному в песню по предложению Марка Болана. «Он сказал: тебе нравятся подобные штуки, так поэкспериментируй с ними. Таким образом стилофон и попал в „Space Oddity“, сослужив мне хорошую службу» — вспоминал музыкант.
Даджен набросал план для партий стилофона и меллотрона, делая пометки на листе бумаги; позже он сказал Полу Трынке (биографу Боуи): «Когда мы пришли в студию, мы уже точно знали, чего хотим — никакой другой звук нам бы не подошёл». Во время записи одного из дублей Уэйн решил, что уже завершил свою гитарную партию и начал перенастраивать одну из струн. Даджену понравился искажённый звук расстроенного инструмента и он попросил Уэйна повторить его на следующем дубле. По словам Трынки, ближе к концу сессии музыканты поняли, что становятся частью чего-то особенного. Под впечатлением от услышанной демоверсии Уэйкман записал партию клавишных всего за два дубля. «Это был один из полудюжины случаев, когда у меня на затылке волосы встали дыбом, я отчётливо понимал, что участвую в чём-то особенном. „Space Oddity“ был первым из них» — вспоминал музыкант. По словам Кокса он тоже испытал трепет в конце работы.
Стоимость сессий составила 500 фунтов стерлингов. Даджену заплатили 100 фунтов за работу над двумя песнями. В июне 2002 года он инициировал против Боуи судебную тяжбу, утверждая, что не получил оговорённых двух процентов гонорара за «Space Oddity». Продюсер намеревался взыскать компенсацию в размере 1 миллиона фунтов стерлингов однако рассмотрение иска было приостановлено после его скоропостижной гибели в автомобильной катастрофе, которая произошла месяц спустя. В данном ранее интервью Дэвиду Бакли — биографу Боуи — Даджен заявил, что считает «Space Oddity» одной из лучших работ в дискографии музыканта.

### Сведение
«Space Oddity» был сведён как в моно-, так и в стерео форматах, что было редкостью для радиосинглов того времени. Позже Уэйкман заявил, что это была идея Боуи. «Насколько мне известно, в то время никто не выпускал стереосинглов, и они [представители лейбла] указали на это Дэвиду… и я помню, как он сказал: „Вот именно поэтому эта песня и будет в стереоформате!“. Дэвид гнул свою линию… и при этом не выглядел глупо, у него было видение того, каким всё должно получиться». Биограф музыканта Кевин Канн отмечал, что первоначально стереокопии были розданы средствам массовой информации и радиостанциям, в то время как монокопии получили розничные торговые сети. По данным Николаса Пегга, стереовариант сингла всё же поступил в продажу, но только в определённых странах, включая Италию и Нидерланды; в свою на прилавках Великобритании и Соединённых Штатов появилась версия в моноформате.

## Выпуск и продвижение

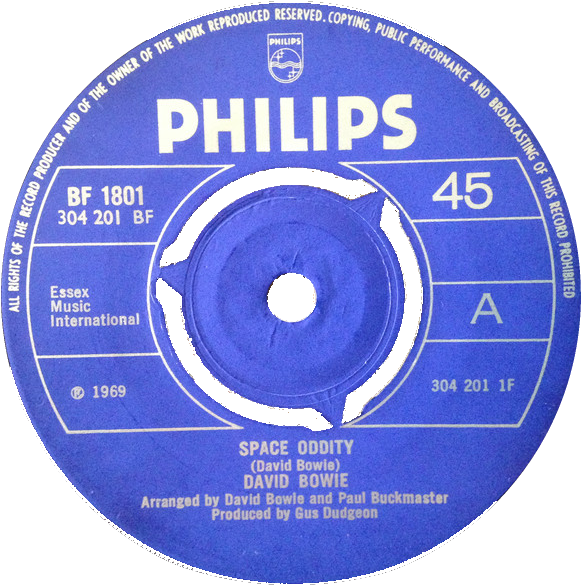
Британский сингл 1969 года

Релиз «Space Oddity» состоялся 11 июля 1969 года в виде 7-дюймового сингла (под каталожным номером Philips BF 1801) с «Wild Eyed Boy from Freecloud» в качестве би-сайда. Изданием в Европе занималась компания Philips Records на территории США за выпуск отвечала сама Mercury. В некоторых странах на обложке была изображена фотография Боуи играющего на акустической гитаре, что было весьма нетипично для синглов того времени. Выпуск происходил в авральном режиме за пять дней до старта миссии «Апполон-11». Боуи вспоминал: «Песня была подхвачена британским телевидением и использована в качестве фоновой темы для трансляции высадки [космонавтов] … Хотя я уверен, что они вообще не вслушивались в текст; было не лучшей идеей сопоставлять его с высадкой на Луну. Конечно, я был вне себя от радости, что они использовали мой трек». Узнав о мрачном содержании песни, Би-би-си прекратили её воспроизведение до тех пор, пока экипаж «Аполлона-11» благополучно не вернулся домой.
Вскоре после релиза «Space Oddity» получила несколько восторженных отзывов. Так, Пенни Валентайн из Disc and Music Echo предсказала, что грядущая пластинка «сведёт всех с ума», а позже назвала «Space Oddity» записью года по версии журнала. Крис Уэлч из Melody Maker отметил в своей статье, что «это, напоминающее Bee Gees, музыкальное и поэтическое произведение прекрасно написано, спето и сыграно. Оно могло бы стать хитом и вознести Боуи на [эстрадный] олимп». Восторгу своих коллег вторил обозреватель издания Record World назвав композицию «ракетным стартом положенным на ноты, она прилипчива, жутковата и невероятно актуальна». Несмотря на положительные отзывы и попытки Питта подтасовать результаты британского чарта, поначалу сингл не пользовался успехом у публики. В сентябре 1969 года он дебютировал в UK Singles Chart на 48-м месте. После этого пресс-атташе Mercury Рон Оберман написал американским журналистам письмо, в котором описал «Space Oddity» как «одну из величайших записей, которую я когда-либо слышал. Если этот и без того наделавший шуму сингл попадёт в эфир, он станет огромным хитом». Однако за океаном сингл ждал провал — он достиг лишь 124-го места в Billboard Hot 100. Питт связал провал с использованием Оберманом словосочетания «наделавший шуму», что привело к запрету песни на нескольких местных радиостанциях.
Успех сингла в Великобритании способствовал появлению Боуи на нескольких телешоу во второй половине 1969 года. Первым из них была голландская передача Doebidoe, запись которой проходила 25 августа. За этим последовало участие артиста в музыкальной телепрограмме Top of the Pops (2 октября). Выступление снимали в отдельной студии, чтобы чередовать изображение Боуи с космическими кадрами НАСА. Он сыграл на стилофоне и гитаре поверх минусовки, подготовленной Дадженом, который также отвечал за синхронизацию телевизионного оркестра с музыкой. По воспоминаниям звукорежиссёра это был сущий «кошмар»: им дали достаточно времени только на подготовку двух дублей, на втором из которых оркестр звучал более сплочённо, но подкачала синхронизация космических кадров и исполнителя. Даджен сетовал: «Если бы нам разрешили сделать ещё один дубль, получилась бы конфетка». Выступление (которое стало первым для артиста в Top of the Pops) транслировалось 9 октября, а также 16-го в повторе; благодаря ему к началу ноября «Space Oddity» попала в Top-5 местного чарта. После Top of the Pops последовало появление артиста в немецкой телепередаче 4-3-2-1 Musik Für Junge Leute 22 октября (трансляция 22 ноября), а также в швейцарской Hits A-Go-Go (3 ноября). 10 мая 1970 года Боуи исполнил «Space Oddity» на церемонии вручения премии Айвора Новелло, где получил награду за самую оригинальную песню. По словам режиссёра Фрэнсиса Уэйтла, музыканта стали узнавать на улице и он перестал быть «второстепенным персонажем». «Этого оказалось достаточно, чтобы в нём проснулся настоящий вкус к славе» — добавлял Уэйтл, — «Он понимал, что одной песни мало для успешного альбома, и он почувствовал, что нашёл, наконец, своего персонажа — майора Тома. Майор Том был нужен людям. Боуи понял, какие герои требуются публике, и ему стало легче сочинять популярные песни. […] И ещё очень важное качество Боуи — предчувствие нового. Когда появился фильм „2001: Космическая одиссея“, он почувствовал, что космос станет всеобщим наваждением. Всю жизнь он предощущал важные вещи».

Обложка сингла «Ragazzo solo, ragazza sola» в тексте которого «не было ни слова про космос»

14 ноября 1969 года Philips выпустили второй альбом Боуи в Великобритании с «Space Oddity» в качестве заглавного трека. По словам Кристофера Сэндфорда, несмотря на успех титульной песни, остальная часть лонгплея была мало похожа на главный хит, что привело к его коммерческому провалу. Хотя Боуи был назван лучшим новичком года по результатам опроса читателей Music Now!, к марту было продано чуть более 5000 пластинок. В середине декабря руководство Philips предложило записать новую версию «Space Oddity» на итальянском языке, узнав, что таковые уже существуют на Пиренеях. Питт счёл идею «смехотворной», заявив: «Нам объяснили, что „Space Oddity“ невозможно адекватно перевести на итальянский язык так, чтобы её смогли понять местные жители». Тем не менее новая версия песни была записана 20 декабря в Morgan Studios под руководством продюсера Клаудио Фаби (который также отвечал за постановку проно́нса Боуи, эмоционально певшего в микрофон слова, смысл которых он абсолютно не понимал). Переводом текста занимался итальянский песенник Могол, который сочинил на ту же мелодию абсолютно не относящийся к делу романтически-любовное содержание. Эта версия получила название «Ragazzo Solo, ragazza sola» (англ. «Lonely Boy, Lonely Girl») и была выпущена в 1970 году. Она не снискала большой популярности и до чартов не добралась.
Висконти так прокомментировал успех сингла: «[Я был крайне удивлён], и годы спустя мы [с Боуи] много шутили по этому поводу. Единственное, в чём я попал в точку, так это в том, что после этого у него не будет хита [чтобы развить успех]». Действительно, после «Space Oddity» у Боуи не было хитов а течение трёх лет. До выхода песни «Starman». По словам Пегга, в год полный громких новинок-однодневок, начавшийся с «Lily the Pink» группы The Scaffold и закончившийся «Two Little Boys» Рольфа Харриса, «Space Oddity» была уготована та же участь. Он также отметил, что к 1969 году в чартах уже фигурировали многочисленные песни на космическую тематику, в том числе композиция «In the Year 2525» американского дуэта Zager and Evans, которая лидировала в Великобритании в течение трёх недель, предшествовавших попаданию «Space Oddity» в Top-40. Лишь по прошествии времени песня Боуи «переросла» статус просто хитовой новинки и стала считаться «настоящей классикой».

### Переиздания
После коммерческого прорыва пятого студийного альбома Боуи — The Rise and Fall of Ziggy Stardust and the Spiders from Mars — представители RCA Records (текущего лейбла артиста) организовал кампанию по переизданию его каталога времён Mercury, которая включала переиздание его второй пластинки под новым названием — Space Oddity. В преддверии релиза в США лейбл выпустил «Space Oddity» с песней «The Man Who Sold the World» в качестве би-сайда (13 декабря 1972 года под каталожным номером 74-0876). Сингл достиг 15-й строчки в хит-параде Billboard Hot 100, став первым хитом музыканта за океаном. В Канаде, песня добралась до 16-го места. 26 сентября 1975 «Space Oddity» была также переиздана в Великобритании (под каталожным номером RCA 2593), в виде макси-сингла с дополнительными треками «Changes» и «Velvet Goldmine» (ранее не выпускавшийся трек записанный для Ziggy Stardust). Британский релиз стал первым синглом Боуи возглавившим национальный хит-парад, сместив с первой строчки «I Only Have Eyes for You» Арта Гарфанкела. Редакция Record World так высказалась о сингле так: «он является триумфатором от начала и до конца».

В декабре 1979 года Боуи перезаписал «Space Oddity» для новогоднего выпуска Will Kenny Everett Ever Make It to 1980? Show канала ITV. Идея принадлежит режиссёру шоу Дэвиду Маллету. Боуи вспоминал:
Я согласился при условии, что буду исполнять песню без всех этих сопутствующих атрибутов — только при помощи трёх инструментов. Первоначально я играл „Space Oddity“ на сцене лишь под аккомпанемент акустической гитары, и всегда удивлялся тому, насколько мощной она как песня сама по себе, без всяких струнных [оркестров] и синтезаторов. Я давно хотел исполнить её в виде произведения из трёх частей.
Продюсером новой версии выступил Тони Висконти. Он заменил оригинальные инструменты на акустическую гитару, бас, ударные и фортепиано. По словам Доггетта эта аранжировка была вдохновлена альбомом Джона Леннона Plastic Ono Band (1970), который до этого сильно повлиял на вокальный стиль музыканта в период записи его пластинки «Heroes» (1977). Новая версия имела ряд существенных отличий от оригинала: вместо стартового отсчёта — 12 секундная тишина, а финал заканчивается звуками стихающего малого барабана. О’Лири выражал мнение, что в то время как оригинальная «Space Oddity» словно «обрывается на полуслове», версия 1979 года будто оставляет после себя вакуум. Перезаписанный вариант был выпущен в феврале 1980 года в виде би-сайда к синглу «Alabama Song», релиз которого, как позже сказал Висконти, вообще «не предполагался» по определению. В дальнейшем версия 1979 года была выпущена в виде ремикса в переиздании альбома Scary Monsters (and Super Creeps) лейблом Rykodisc (1992), а в 2017 году она была переиздана на диске под названием Re:Call 3, входящим в сборник A New Career in a New Town (1977–1982).
В июле 2009 года с подачи EMI увидел свет мини-альбом Space Oddity 40th Anniversary EP (доступный только в цифровом формате), выпущенный в честь 40-летия сингла. EP содержит оригинальные британские и американские моносинглы, перезаписанную версию 1979 года и восемь отдельных музыкальных дорожек: с ведущим вокалом, бэк-вокалом, акустической гитарой, струнными, басом и ударными, флейтой и виолончелью, меллотроном, а также стилофоном. С помощью специального мобильного приложения из них можно было создавать собственные ремиксы. По словам Пегга этот мини-альбом «даёт захватывающее дух представление о звуковой составляющей классической записи». В 2015 году оригинальный британский отредактированный моносингл (англ. original UK mono single edit) был включён в диск озаглавленный Re:Call 1, являющийся частью бокс-сета Five Years (1969–1973). 12 июля 2019 было 50-летие песни было омочено выпуском нового ремикса Тони Висконти, изданном на виниле, а также в цифровом формате. Виниловая версия была выпущена в виде бокс-сета, который также включает оригинальный британский отредактированный моносингл.

### Связанные релизы
По прошествии лет несколько демоверсий «Space Oddity» были выпущены официально . Два ранних варианта песни, включая фрагмент, который, возможно, является первой записанным версией композиции, были изданы в апреле 2019 года в составе бокс-сета Spying Through a Keyhole. Ещё одна демоверсия, выпущенная в январе 1969 года, ждала официального релиза более 40 лет. В 2009 году её включили в специальное юбилейное переиздание альбома Space Oddity на двух компакт-дисках. В мае 2019 года она также была выпущена на виниле в составе бокс-сета Clareville Grove Demos. Отредактированный вариант апрельской демоверсии 1969 года первоначально появился в качестве вступительного трека на бокс-сете Sound + Vision (1989). В свою очередь неотредактированная запись была выпущена в июне 2019 года на сборнике The 'Mercury' Demos. Все вышеупомянутые демоверсии и ещё одна ранее не издававшаяся были скомпилированы для пятидискового бокс-сета Conversation Piece, релиз которого состоялся в ноябре 2019 года. Студийная запись, сделанная в феврале 1969 года, впервые была выпущена официально в 1984 году на VHS-релизе фильма «Любить тебя до вторника» и его одноимённом саундтреке. Позднее её урезанная версия появился на сборнике 1997 года The Deram Anthology 1966–1968, а альтернативный вариант был включён в компиляцию Conversation Piece.

## Концертные версии
«Space Oddity» оставалась одной из ключевых концертных песен Боуи на протяжении всей его карьеры. 22 мая 1972 года музыкант исполнил песню для радиопередачи Johnny Walker Lunchtime Show (транслировавшейся на BBC Radio 1), однако запись не попала в эфир. Спустя годы она была выпущена на сборниках BBC Sessions 1969–1972 (Sampler) (1996) и Bowie at the Beeb (2000). Во время её исполнения Боуи вставил фразу «I’m just a rocket man!» между куплетами, в качестве оммажа к песне «Rocket Man» Элтона Джона (выпущенной примерно в тот же период и где тоже намекалось на «Space Oddity»). В которой также рассказывалось об астронавте и чьим продюсером также был Гас Даджен.
Ещё одна живая версия песни, записанная во время концерта в Santa Monica Civic Auditorium 20 октября 1972 года (отыгранного в рамках Ziggy Stardust Tour), первоначально отметилась на бутлеге Santa Monica ’72 (1994), после чего была выпущена официально в рамках альбома Live Santa Monica ’72 (2008). В свою очередь концертное исполнение «Space Oddity» записанное на сцене Hammersmith Odeon 3 июля 1973 года было включено в альбом-саундтрек Ziggy Stardust: The Motion Picture (1983). Во время турне Diamond Dogs Tour 1974 года, Боуи исполнял «Space Oddity», когда его поднимали над сценой на подъёмном кране, используя радиомикрофон, замаскированный под телефон. Две концертные версии записанные во время этих гастролей — в июле и в сентябре — были выпущена на пластинках David Live (переиздание 2005 года) и Cracked Actor (Live Los Angeles ’74) (2017) соответственно.
Концертная версия записанная 12 сентября 1983 года была включена в альбом Serious Moonlight (Live ’83), выпущенный в рамках бокс-сета Loving the Alien (1983–1988) в 2018 году, а также издана в виде отдельного релиза — годом позже. Это же выступление фигурирует в концертном фильме Serious Moonlight (1984). В 1990 году, в период проведения гастролей Sound + Vision Tour, Боуи фактически исключил из репертуара эту песню (как и весь свой ранний каталог), после чего вновь несколько раз отыграл её вживую. Так, она завершала концерт посвящённый 50-летию музыканта состоявшийся в январе 1997 года. Автор спел её сольно под акустическую гитару. В дальнейшем запись можно было послушать в альбоме, выпущенном ограниченным тиражом в качестве приложения к журналу Variety. В феврале 2002 года Боуи исполнил песню на благотворительном концерте в Карнеги-холле (организованном в поддержку Tibet House US) в сопровождении оркестра под управлением Тони Висконти со струнными аранжировками в исполнении Scorchio and Kronos Quartet. Последнее исполнение «Space Oddity» состоялось на датском фестивале Horsens во время турне Heathen Tour 2002 года.

## Музыкальное видео
6 февраля 1969 года для «Space Oddity» был снят музыкальный клип. Съёмки происходили на студии Clarence Studios, а видео предназначалось для фильма «Любить тебя до вторника». Боуи играет двух персонажей: диспетчера (в футболке) и майора Тома (одетого в серебристый костюм и шлем с синим забралом). На следующий день были внесены дополнительные штрихи. RCA использовал этот клип для продвижения переиздания сингла в Великобритании, вышедшего в сентябре 1975 года.

Специально для продвижения американского переиздания «Space Oddity», выпущенного RCA в декабре 1972 года, фотографом Миком Роком была создана новая версия клипа. Съёмки проходили в нью-йоркской студии лейбла: Боуи, заметно уставший и с минимальным количеством макияжа, изображал исполнение песни под гитару. Впоследствии музыкант заявил: 
В действительности я понятия не имел, зачем мы это делали, так как мои мысли уже были заняты другими вещами, полагаю, звукозаписывающая компания повторно переиздавала песню или что-то в этом роде. В любом случае, я не был заинтересован в происходящем, и это хорошо видно по моему выступлению. Хотя видео у Мика получилось не плохим.
Отдельное видео было снято для версии 1979 года — показанное 31 декабря 1979 года на шоу Will Kenny Everett Ever Make It to 1980? Show (Великобритания) и Dick Clark’s Salute to the Seventies (США). Четвёртая версия клипа была снята Тимом Поупом. В нём чередуются кадры с концерта в честь 50-летия Боуи в Мэдисон-Сквер-Гарден с материалом, снятым хореографом Эдуардом Локком для трансляции во время турне Sound + Vision Tour (1990). Клип создавался на ремикс песни 2019 года специально для продвижения бокс-сета Conversation Piece. Его премьера состоялась 20 июля в Космическом центре имени Кеннеди, а также и на Таймс-сквер. Несколько часов спустя оно было официально выложено на YouTube.

## Наследие

### Майор Том
Боуи вернулся к истории майора Тома в песне «Ashes to Ashes» из альбома Scary Monsters (and Super Creeps) (1980). Персонаж становится «наркоманом», который «пристрастился к райскому порошку, падает ниже некуда», однако центр управления по-прежнему считает, что у него всё хорошо, как и десять лет назад. Сюжет интерпретировали как поэтическое противопоставление автора своему прошлому. После многих лет наркозависимости в 1970-х он использовал свои проблемы в качестве метафоры — майор Том тоже становится наркоманом. В клипе на песню повторно использовались визуальные элементы из её телевизионного исполнения в декабре 1979 года.
В 1996 году электронный дуэт Pet Shop Boys выпустил ремикс на сингл «Hallo Spaceboy» из альбома Outside, в котором также упоминался майор Том. Идея возникла у солиста Pet Shop Boys Нила Теннанта, который сообщил Боуи, что хочет добавить в ремикс строчки связанные с «Space Oddity»: «Земля — майору, прощай, Том / Координаты неправильные, полёт закончится катастрофой». Хотя поначалу музыкант колебался, в итоге он дал своё согласие.
Возможно майор Том повлиял на сюжет музыкального видео к синглу «Blackstar» (2015), заглавному треку из последнего альбома Боуи. В клипе Юхана Ренка, снятого в виде сюрреалистического короткометражного фильма, изображена хвостатая женщина (Элиза Ласовски), которая обнаруживает мёртвого астронавта и забирает его инкрустированный драгоценностями череп в древний, потусторонний город. Кости астронавта плывут навстречу солнечному затмению, в то время как группа женщин совершает ритуал с черепом. Первоначально режиссёр отказывался подтверждать или опровергать личность астронавта, однако позднее заявил в документальном фильме Би-би-си: «Для меня это на 100 % был майор Том».

### Рейтинги
«[„Space Oddity“ была] очень хорошей песней, но, возможно, я написал её слишком рано, так как на тот момент у меня не было ничего существенного, [чтобы развить успех]».
По прошествии лет «Space Oddity» остаётся одной из самых популярных песен написанных Дэвидом Боуи и часто появляется в различных рейтингах лучших музыкальных произведений всех времён. В 2015 году журнал Mojo поставил её на 23-е место среди 100 лучших песен в дискографии артиста. В 2016 году редакция Rolling Stone назвала «Space Oddity» одной из 30 самых важных песен музыканта. Годом позже портал Consequence of Sound присудил ей 10-е место среди 70 величайших произведений Боуи. В том же годy, читатели британского еженедельника New Musical Express поставили «Space Oddity» на 7-е место в каталоге музыканта, а редакторы издания отметили её на 18-й строчке списка 40 его лучших песен.
В 2020 году музыкальный обозреватель газеты The Guardian Алексис Петридис поставил «Space Oddity» на 25-е место рейтинга «50 величайших песен Боуи», подчеркнув: «Боуи прекрасно передаёт в песне настроение отчуждения космической эры». В том же году Том Имс из Smooth Radio назвал «Space Oddity» пятой по важности песней музыканта. В свою очередь редакция Ultimate Classic Rock поставила её на 1-е место в дискографии артиста. Автор списка Спенсер Кауфман написал: «Эта песня была революционной для своего времени в музыкальном и поэтическом плане и помогла познакомить массы с одним из самых динамичных и творческих музыкальных деятелей в истории». В ещё одном рейтинге Ultimate Classic Rock, ранжирующем каждый сингл Боуи от худшего к лучшему, портал поместил «Space Oddity» на 4-е место.
В 2000 году телеканал VH1 поставил «Space Oddity» на 60-е место рейтинга «100 величайших рок-песен всех времён». В 2012 году журнал Consequence of Sound включил её в список «100 величайших песен всех времён», отметив на 43-е месте. В 2021 году редакция Rolling Stone присудила «Space Oddity» 189-е место рейтинга «500 величайших песен всех времён» отметив, что первый хит Боуи «даёт лишь поверхностное предоставление о том, какой постоянно переизобретающей себя звездой он станет [в будущем]». В свою очередь журнал New Musical Express поместил композицию на 250-й строчку аналогичного списка. «Space Oddity» фигурирует в многочисленных рейтингах лучших музыкальных записей 1960-х годов, так издания Treble, Paste, NME и Pitchfork поместили её на 2-е, 3-е, 20-е и 48-е места соответствующих списков. Несколько музыкальных СМИ, в том числе Mojo (№ 39), NME (№ 67) и Sounds (№ 41), назвали «Space Oddity» одним из величайших синглов всех времён. Channel 4 и The Guardian разместили «Space Oddity» на 27-м месте среди величайших синглов возглавлявших британский хит-парад, а NME поставил её на 26-ю строчку аналогичного рейтинга.
Коллегия Зала славы рок-н-ролла включила «Space Oddity» в свой список «500 песен, которые сформировали рок-н-ролл». В 2018 году песня была занесена в Зал славы премии «Грэмми».

### Ретроспективные мнения
По мнению обозревателя сайта Lenta.ru Кирилла Шамсутдинова, «Space Oddity» стала «дистиллятом темы межзвёздных путешествий в художественной культуре того времени, которая, несмотря на повальное увлечение космосом, к 1969 году явно не поспевала за инженерной мыслью». Автор подытожил, что спустя десятилетия она «идеально подошла к научно-фантастической потусторонней рутинности быта космонавтов, от описания которой замирали сердца подписчиков Хэдфилда». В статье для журнала «Афиша» посвящённой 50-летию песни, Никита Величко назвал «Space Oddity» «главным хитом о космосе» и одной из лучших песен Дэвида Боуи, заключив: «Простые аккорды, клаустрофобические детали, затейливая структура — это разительно отличалось от всего, что раньше выходило под вывеской „Дэвид Боуи“ и обязательно должно было привлечь чьё-либо внимание». В статье для ТАСС посвящённой 75-летию со дня рождения артиста, «Space Oddity» также была названа одной из главных композиций в карьере Боуи, а также «одной из самых звёздных, самых красивых и талантливых композиций в истории музыки вообще». Лев Ганкин отметил, что песня отлично передаёт чувство потерянности и обречённости.

## В поп-культуре
«Space Oddity» пользовалась большой полярностью среди эстрадных артистов. В частности музыканты участвующие в записи оригинала — Рик Уэйкман и Терри Кокс — перепели её в составе группы Pentangle. Одна из любимых версий Боуи была сделана музыкальным проектом The Langley Schools Music Project — канадским детским хором из 60 человек — в конце 1970-х. «Аранжировка бэк-вокала просто невероятная», — говорил музыкант — «В сочетании с серьёзным, хотя и мрачным вокальным исполнением получилось произведение искусства, о котором я и помыслить не мог, даже будучи знакомым с доброй половиной лучших зарубежных релизов лейбла Columbia». Многие артисты посвящали песни, так или иначе отсылающие к истории «Space Oddity» или развивая её. Среди них произведение немецкого певца Питера Шиллинга «Major Tom (Coming Home)» (1983), «Major Tom» группы Panic on the Titanic’s и сингл «Rocket» Def Leppard. В 1984 году певец Джонатан Кинг выпустил «Space Oddity / Major Tom (Coming Home)» — мэшап одноимённых композиций. Релиз получился достаточно успешным, добравшись до 77-й строчки британского синглового чарта. Помимо этого, свои кавер-версии песни в разные годы исполняли: рок-группа The Smashing Pumpkins, немецкий джазовый трубач Тиль Брённер, поэт-песенник Дэйв Мэтьюс, американская певица Cat Power и португальский артист Сеу Жоржи (фильм «Водная жизнь»).
Песню можно услышать во многих фильмах и телепроектах, в том числе в американском ситкоме «Друзья», британских сериалах «Жители Ист-Энда» и «Падающая звезда», а также в фильмах «Миллионер поневоле» (2002), «Мать» (2003) и «C.R.A.Z.Y.» (2005). Оригинальная сингловая версия звучит в саундтреке к фильму «Жизнь и смерть Питера Селлерса» (2004) и одном из эпизодов драматического сериала «Безумцы» (2015). Она также фигурировала в рекламе Renault Clio (2011) и воспроизводилась (наряду с «Life on Mars?») в автомобиле Tesla Roadster, который использовался в качестве нагрузки при тестовом запуске ракеты Falcon Heavy (за рулём сидел манекен в скафандре, названный Starman). Помимо этого «Space Oddity» фигурирует в нескольких видеоиграх: хорроре Alan Wake (во время титров), квесте Dreamfall Chapters (её напевает девочка по имени Сага), а также в шутере Call of Duty: Infinite Warfare (в трейлере).

Песня играет ключевую роль в фильме «Невероятная жизнь Уолтера Митти» (2013). Титульного героя (Бен Стиллер) часто называют «майором Томом» за то, что он постоянно витает в облаках. «Space Oddity» звучит в сцене где Митти решает запрыгнуть в вертолёт после того, когда представляет, как его коллега Шерил (Кристен Уиг) поёт эту песню. Для этой сцены вокал Уиг был сведён с оригинальной песней Боуи. Стиллер так высказался о важности «Space Oddity» для этой сцены: 
Мне показалось, что она [песня] идеально вписывается в историю. Эта сцена была своего рода тем моментом когда фантазия и реальность соединяются для Уолтера воедино. То, что он представляет в своей голове, и то, что он в итоге предпринимает, — всё это, казалось, сошлось воедино в этой композиции.
«Space Oddity» звучит во время вступительных титров фильма «Валериан и город тысячи планет» (2017), по сюжету которого люди вступают в контакт с внеземной жизнью. Режиссёр Люк Бессон синхронизировал вступительный эпизод с гитарными аккордами, потратив большое количество времени на нужный монтаж, в свою очередь используя басовый рифф для обозначения первого контакта человечества с инопланетянами. Титры были изначально раскадрованы с целью, что на их фоне будет звучать «Space Oddity». Бессон высказался об этом следующим образом: «Это практически музыкальное видео, я подобрал к песне видеоряд». Ранее режиссёр работал с Боуи над анимационным фильмом «Артур и минипуты» (2006), и певец дал своё личное согласие на использование «Space Oddity» в фильме, хотя до его премьеры не дожил. Также композицию можно услышать в фильме «Ева: Искусственный разум» и в ленте Бернардо Бертолуччи «Я и ты» (на итальянском языке).

### Кавер-версия Криса Хэдфилда
«На время [орбитальной] вахты Хэдфилд фактически стал добровольным SMM-менеджером космоса, его главным популяризатором в мире. […] То, что такой человек на прощание сыграл именно „Space Oddity“ кажется очень логичным. Эта песня — само воплощение романтики покорения космоса».
В мае 2013 года канадский астронавт Крис Хэдфилд, командир 35-й экспедиции на Международную космическую станцию (МКС), исполнил в космосе «Space Oddity» (по просьбе пользователей Реддита). Видео стало вирусным и вызвало широкий резонанс в средствах массовой информации. Это был первый музыкальный клип, записанный на орбите. В видео, которое было снято в конце пребывания Хэдфилда на МКС, астронавт пел и играл на гитаре в различных помещениях космической станции. Дальнейшей судьбой материала занялся Джо Коркоран, который спродюсировал и смикшировал минусовку с фортепианной аранжировкой Эмм Гринер, ранее сотрудничавшей с Боуи во время его концертных туров 1999-2000 годов. Мультиинструменталистка отметила, что «очень гордилась быть частью всего этого».
Текст песни был слегка изменён. Вместо того, чтобы потерять связь с центром управлением и из-за этого затеряться в космосе, майор Том получает приказ приземлиться и успешно выполняет поставленную задачу, отражая благополучное возвращение Хэдфилда на Землю из его последней миссии на МКС. Астронавт анонсировал видео в Твиттере, написав: «С уважением к гению Дэвида Боуи — вот „Space Oddity“, записанная на МКС. Последний взгляд на мир». Боуи отреагировал отсалютовав Хэдфилду в соц. сети словосочетанием «Hallo Spaceboy», а позже назвал кавер «возможно, самой пронзительной версией песни, из когда-либо созданных».
Клипу Хэдфилда была посвящена статья в журнале The Economist от 22 мая 2013 года, в которой анализировались юридические последствия публичного исполнения музыкального произведения, защищённого авторским правом, во время нахождения на околоземной орбите. «Space Oddity» единственная из песен Боуи, на которую у него нет авторских прав. Первоначально издатель музыканта выдал Хэдфилду лицензию сроком на один год. 13 мая 2014 года, когда срок истёк, официальное видео было удалено из сети, несмотря на обращение Боуи к издателю с просьбой о разрешением предоставить астронавту бесплатную постоянную лицензию на публикацию видеоклипа 2 ноября 2014 года, после переговоров, видео было восстановлено на YouTube с лицензионным соглашением сроком на два года. По мнению Пегга, видео Хэдфилда «потрясающе красиво и необычайно трогательно, [и] предоставляет редкую возможность использовать уже порядком заезженное прилагательное „потрясающий“ с полным на то обоснованием».

## Список композиций
Все песни написаны Дэвидом Боуи.

| Оригинальный британский сингл 1969 года 1. «Space Oddity» — 4:33 (mono) 2. «Wild Eyed Boy from Freecloud» — 3:52 Оригинальный американский сингл 1969 года 1. «Space Oddity» — 3:26 2. «Wild Eyed Boy from Freecloud» — 3:20 Итальянская версия «Ragazzo solo, ragazza sola» 1969 года 1. «Ragazzo solo, ragazza sola» (Боуи, Могол) — 5:15 2. «Wild Eyed Boy from Freecloud» (Боуи) — 4:59 Американское переиздание 1973 года 1. «Space Oddity» — 5:05 2. «The Man Who Sold the World» — 3:53 Британское переиздание 1975 года 1. «Space Oddity» — 5:15 2. «Changes» — 3:33 3. «Velvet Goldmine» — 3:14 | Переиздание EMI 2009 года (цифровой EP) 1. «Space Oddity» (Original UK mono single edit) 2. «Space Oddity» (US mono single edit) 3. «Space Oddity» (US stereo single edit) 4. «Space Oddity» (1979 rerecording) 5. «Space Oddity» (Bass and drums) 6. «Space Oddity» (Strings) 7. «Space Oddity» (Acoustic guitar) 8. «Space Oddity» (Mellotron) 9. «Space Oddity» (Backing vocal, flute and cellos) 10. «Space Oddity» (Stylophone and guitar) 11. «Space Oddity» (Lead vocal) 12. «Space Oddity» (Main backing vocal including countdown) Переиздание 2019 года (в формате 2×7") Первый диск 1. «Space Oddity» (Original Mono Single Edit) 2. «Wild Eyed Boy from Freecloud» (Original Mono Single Version) Второй диск 1. «Space Oddity» (2019 Mix — Single Edit) 2. «Wild Eyed Boy from Freecloud» (2019 Mix — Single Version) |

## Участники записи
Данные взяты с конверта оригинального сингла 1969 года:

| Музыканты - Дэвид Боуи – вокал, 12-струнная акустическая гитара, стилофон, хлопки в ладоши - Мик Уэйн – соло-гитара - Херби Флауэрс – бас-гитара - Терри Кокс – ударные - Пол Бакмастер – аранжировка струнных инструментов - Тони Висконти – флейты, деревянные духовые инструменты - Рик Уэйкман – меллотрон Технический персонал - Гас Даджен – продюсер | «Ragazzo solo, ragazza sola» (1969) - Дэвид Боуи – вокал, гитара, стилофон - Херби Флауэрс – бас - Терри Кокс – ударные - Рик Уэйкман – меллотрон - Струнная секция (неизвестно) - Гас Даджен – продюсер |

## Позиции в хит-парадах
| Год  | Чарт                     | Высшая позиция |
| ---- | ------------------------ | -------------- |
| 1969 | UK Singles Chart         | 5              |
| 1969 | Billboard Hot 100        | 124            |
| 1970 | Listener Chart           | 18             |
| 1973 | Kent Music Report        | 9              |
| 1973 | Canadian Top 100 Singles | 16             |
| 1973 | Cash Box Top 100         | 17             |
| 1973 | Billboard Hot 100        | 15             |
| 1973 | Airplay Listener Chart   | 1              |
| 1973 | Listener Chart           | 6              |
| 1975 | UK Singles Chart         | 1              |
| 1983 | UK Singles Chart         | 85             |
| 2013 | Ultratop 50 Flanders     | 20             |
| 2013 | SNEP                     | 144            |
| 2013 | Irish Singles Chart      | 3              |
| 2013 | Single Top 100           | 4              |
| 2013 | Sverigetopplistan        | 15             |

| Год  | Чарт                            | Позиция |
| ---- | ------------------------------- | ------- |
| 1973 | Канада (RPM Top Singles)        | 88      |
| 1973 | США (Billboard Top Pop Singles) | 97      |
| 2016 | Billboard Hot Rock Songs        | 66      |

| Год  | Чарт                         | Высшая позиция |
| ---- | ---------------------------- | -------------- |
| 2016 | ARIA Charts                  | 31             |
| 2016 | Ö3 Austria Top 40            | 27             |
| 2016 | Ultratop 50 Wallonia         | 42             |
| 2016 | RPM                          | 16             |
| 2016 | SNEP                         | 1              |
| 2016 | Official German Charts       | 40             |
| 2016 | Single Top 40                | 23             |
| 2016 | FIMI                         | 26             |
| 2016 | Japan Hot 100                | 99             |
| 2016 | Recorded Music NZ            | 39             |
| 2016 | Hung Medien                  | 30             |
| 2016 | PROMUSICAE                   | 75             |
| 2016 | Schweizer Hitparade          | 15             |
| 2016 | UK Singles Chart             | 24             |
| 2016 | Hot Rock & Alternative Songs | 4              |

| Организация | Статус     | Количество |
| ----------- | ---------- | ---------- |
| BPI — UK    | Платиновый | 600,000    |
| FIMI — ITA  | Платиновый | 70,000     |